# Rivington
Rivington – wieś w Anglii, w hrabstwie Lancashire, w dystrykcie Chorley. Leży 29 km na północny zachód od miasta Manchester i 288 km na północny zachód od Londynu. W 2001 miejscowość liczyła 144 mieszkańców.